# كولين استراز
إنزيم الكولين إستريز (بالإنجليزية: Cholinesterase)‏ هو إستراز يقوم بحل الإسترات المعتمدة على الكولين، والتي يُمثل العديد منها ناقلات عصبية. وبالتالي، فهو واحد من اثنين من الأنزيمات التي تحفز التحلل المائي لهذه الناقلات العصبية الكولينية، مثل تكسير الأسيتيل كولين إلى الكولين وحمض الخليك، وهذه التفاعلات تُعتبر ضرورية للسماح للعصبون الكوليني بالعودة إلى حالة الراحة بعد التنشيط. على سبيل المثال في انقباض العضلات، يؤدي الأستيل كولين عند الموصل العصبي العضلي إلى الانقباض. وحتي ترتخي العضلة مرة أخرى بعد الانقباض يجب أن تكسير الأستيل كولين بواسطة الكولين استراز. ويُعتبر النوع الأساسي لهذا الغرض هو أستيل كولين إستراز (يُسمى أيضا أستيل كولين استراز 1 أو كولين استراز الكريات الحمراء)؛ وهو الموجود بشكل أساسي في المشابك الكيميائية وأغشية خلايا الدم الحمراء. النوع الآخر هو بوتريل كولين استراز (يسمى أيضا كولين استراز 2 أو كولين استراز البلازما)؛ ويوجد بشكل رئيسي في بلازما الدم.